# Pątnów Mały
Pątnów Mały – zlikwidowany wąskotorowy przystanek kolejowy w Pątnowie (dzielnica Konina) na wąskotorowej linii kolejowej Anastazewo – Konin Wąskotorowy, w powiecie konińskim, w województwie wielkopolskim, w Polsce.